# Giro d'Italia de 1919
Giro d'Italia de 1919 foi a sétima edição da prova ciclística Giro d'Italia (Corsa Rosa), realizada entre os dias 21 de maio e 8 de junho de 1919.
A competição foi realizada em 10 etapas com um total de 2.984 km.
O vencedor foi o ciclista Costante Girardengo.  Largaram 66 competidores cruzaram a linha de chegada 15 corredores.